# Простая форма (кристаллография)
Простая форма — совокупность граней, выводящихся друг из друга элементами симметрии точечной группы и удовлетворяющая закону Гаюи.
Всего известно 47 геометрически различных простых форм. Геометрически это значит различающихся либо по форме, либо количеству, либо расположению относительно друг друга граней. Следует различать кристаллографические разновидности простых форм. Так, например, по своим физическим свойствам кубы в центральном виде кубической сингонии и в планальном виде будут отличаться. Это наглядно можно продемонстрировать на примере кубических кристаллов пирита (m3) и сфалерита (-43m). Часто наблюдаемая на гранях пирита штриховка параллельна координатным направлениям, в то время как у сфалерита штриховка идет по диагоналям граней куба, свидетельствуя об отсутствии координатных плоскостей симметрии. С учетом кристаллографического различия выделяют 146 простых форм.
В тех случаях, когда среди граней многогранника можно выделить несколько типов граней, различающихся по форме и/или размеру, то говорят о нескольких простых формах или о комбинации простых форм. Вот здесь и кроется вся сила аппарата простых форм. Любой сложный многогранник можно разбить на конечное количество простых форм, каждая из которых будет характеризоваться своими свойствами.
В гномостереографической проекции любая простая форма сводится к совокупности симметрично расположенных точек. Расположение точек и их количество определяется видом симметрии. Следовательно, для описания симметрии многогранника проще заменить все его элементы (грани, вершины и ребра) точками.
Говоря о простых формах, мы чаще всего имеем в виду многогранники, однако математическое понятие простой формы предполагает любую совокупность точек, выводящихся одна из другой данной группой операций симметрии. При таком подходе симметричные совокупности вершин и ребер на стереографических проекциях будут образовывать комбинации точек, соответствующие известным простым формам, образуемым гранями. Это позволяет рассматривать гранные, вершинные и рёберные простые формы.
Абстрактной моделью вершинной простой формы будет стереографическая проекция направлений проходящих через вершины и центр кристалла. Так, например, у ромбоэдра существует два типа симметрично-эквивалентных вершин. Построив их стереографические проекции, можно легко убедиться, что они соответствуют гранному пинакоиду и ромбоэдру.
То же самое касается реберных простых форм. Их моделью служат стереографические проекции нормалей к ребрам, проведенные из центра кристалла.

## Классификация
Простые формы делятся на частные и общие.
- К частным простым формам относятся многогранники, грани которых параллельны, перпендикулярны или симметрично пересекают элементы симметрии.

- Общей простой формой или формой общего положения называют многогранник, все грани которого произвольно пересекают все элементы симметрии.